# جون ميرفي (ملحن)
جون ميرفي (بالإنجليزية: John Murphy)‏ مواليد 4 مارس 1965 في ليفربول، هو ملحن إنجليزي بدأ مسيرته الفنية عام 1980.

## الأعمال
- الأعزب
- بعد 28 يوما
- خمن من
- رذيلة ميامي
- بعد 28 أسبوع
- البيت الأخير على اليسار
- كيك-آس

## وصلات خارجية
- الموقع الإلكتروني